# Katharina Böhm
Katharina Anna Böhm (* 20. November 1964 in Sorengo, Schweiz) ist eine österreichische Schauspielerin.

## Leben
Die Tochter aus der dritten Ehe des österreichischen Schauspielers Karlheinz Böhm (1928–2014) mit der polnischstämmigen Schauspielerin Barbara Lass (geb. Kwiatkowska; 1940–1995) wurde 1964 in der Schweiz geboren. Ihr Großvater war der österreichische Dirigent Karl Böhm, ihre Großmutter die deutsche Sopranistin Thea Linhard-Böhm. Die Schauspielerin Kristina Böhm ist ihre Halbschwester. Böhm hat einen 1998 geborenen Sohn. Sie war zwischenzeitlich mit dem Regisseur Rick Ostermann liiert.
Als Zwölfjährige stand Böhm erstmals in der vom Schweizer Fernsehen produzierten Serie Heidi als Klara vor der Kamera. In dem Liebesfilm mit Krimielementen Kaltes Fieber von Josef Rusnak war Böhm 1984 in der Hauptrolle der Babsie zu sehen, deren von Klaus Rohrmoser verkörperter Ehemann Pierre einen Mann erschießt, der ihn zu einem Mord verleiten sollte. An dem Film wirkten auch Ulrich Tukur, Axel Milberg, Joachim Król und Lisa Kreuzer mit. Nach einer Schauspielausbildung an der Schauspielschule Krauss in Wien und ihren ersten Fernseh- und Kinorollen wurde Böhm durch den großen Erfolg der von 1987 bis 1990 laufenden Fernsehserie Das Erbe der Guldenburgs bekannt. Ab 1988 war Katharina Böhm Ensemblemitglied am Theater in der Josefstadt und arbeitete bis 1992 vorwiegend auf der Bühne. In Wien spielte sie in Stücken wie Ich bin nicht Rappaport von Herb Gardner, Otello darf nicht platzen von Ken Ludwig und Die Kaktusblüte von Abe Burrows. 
In der italienisch-deutschen Fernsehproduktion Die Kinderklinik (1993) übernahm Böhm in der ersten Staffel die Rolle der Ärztin Dr. Angela Mancinelli und spielte an der Seite von Massimo Dapporto und Adriano Pantaleo. In der 13-teiligen Fernsehserie Die Unzertrennlichen (1997) spielte sie die Ärztin Charly Höppner, die mit ihrem von Timothy Peach verkörperten Mann Anton und der Tochter Klärchen aus New York nach Deutschland zurückkehrt. In Italien drehte Böhm unter anderem acht Folgen der auf den Büchern von Andrea Camilleri basierenden Krimireihe Commissario Montalbano (1999–2002), in der sie als Livia Burlando, der Dauerverlobten der Titelfigur, zu sehen war. In den ersten drei Folgen der Fernsehserie Nachtschicht war sie von 2003 bis 2005 als Kriminalpsychologin Paula Bloom besetzt. 2003 spielte sie in dem Fernsehfilm Gefährliche Gefühle von Martin Enlen eine Hebamme, die ein ungeborenes Kind aus dem Leib seiner sterbenden Mutter rettet, in der Folge jedoch in Untersuchungshaft landet. Für diese Rolle war sie 2004 für den Film- und Fernsehpreis Romy als beliebteste Schauspielerin nominiert.
Für ihre Darstellung in den Filmen Mord in bester Familie (2011) und Am Ende der Lüge (2012) war Böhm 2012 und 2014 für einen von den Zeitschriften Cinema und TV Spielfilm vergebenen Publikumspreis, den  Jupiter, in der Kategorie „Beste TV-Darstellerin national“ nominiert. Seit 2012 spielt sie die Hauptrolle der Hauptkommissarin Vera Lanz in der ZDF-Krimiserie Die Chefin. Für diese Rolle war sie 2017 für den Film- und Fernsehpreis Romy als beliebteste Schauspielerin in einer Serie/Reihe nominiert. 2024 feierte der Film Das gläserne Kind mit Böhm auf dem Festival des deutschen Films Premiere und war für den Rheingold-Publikumspreis nominiert.
Katharina Böhm, die im Vaterstettener Ortsteil Baldham bei München wohnt, ist seit 2021 Schirmherrin der Arche Herzensbrücken in Seefeld in Tirol, einem Verein, der es schwer erkrankten Kindern und ihren Familien ermöglicht, gemeinsam eine Auszeit zu erleben.

## Filmografie (Auswahl)
- 1978: Heidi
- 1979: Lucky Star
- 1980: Die Einfälle der heiligen Klara
- 1983: Es gibt noch Haselnußsträucher
- 1983: Kaltes Fieber
- 1985: Bluterbe
- 1986: Tarot
- 1986: Of Pure Blood
- 1987–1990: Das Erbe der Guldenburgs
- 1990: Magdalene
- 1993: Die Kinderklinik (Fernsehserie, 8 Folgen; in Italienisch plus deutsche Synchronisation)
- 1995: Fesseln
- 1995: Alles außer Mord! (Fernsehserie, Folge Tödlicher Irrtum)
- 1995: Um die 30 (Fernsehserie, Folge Babyboomer)
- 1995: Noël et après
- 1996: Conversation with the Beast
- 1996: Der König (Fernsehserie, Folge Verliebt, verlobt, tot)
- 1996: Die Geliebte (Fernsehserie, Folge Lüge aus Liebe)
- 1996: Living Dead
- 1996: A rischio d’amore – Mein Baby soll leben
- 1996: Das Traumschiff: Sydney (Fernsehreihe)
- 1997: Die Unzertrennlichen (Fernsehserie, 13 Folgen)
- 1997: Der große Lacher
- 1998: Gigolo – Bei Anruf Liebe
- 1998: Polizeiruf 110: Rot ist eine schöne Farbe (Fernsehreihe)
- 1999: Geliebte Gegner (Fernsehen)
- 1999: Paul und Clara – Liebe vergeht nie
- 1999–2002: Commissario Montalbano (Fernsehserie, acht Folgen)
- 2000: Die Ehre der Strizzis
- 2000: Die Nacht der Engel
- 2000: Rette deine Haut!
- 2000: Zwischen Liebe und Leidenschaft
- 2001: Ein Sommertraum
- 2001: Tatort: Nichts mehr im Griff
- 2001, 2008: Siska (Fernsehserie, verschiedene Rollen, 2 Folgen)
- 2001: Die Braut meines Freundes
- 2002: Die Zeit mit dir
- 2002: Der Freund von früher
- 2002–2010: Der Alte (Fernsehserie, verschiedene Rollen, 4 Folgen)
- 2003–2005: Nachtschicht (Fernsehreihe) → siehe Besetzung
- 2003: Dann kamst du
- 2003: Der zehnte Sommer
- 2003: Ich werde immer bei euch sein
- 2003: Gefährliche Gefühle
- 2004: René Deltgen – Der sanfte Rebell (Fernsehdokumentation)
- 2005: Wolffs Revier (Fernsehserie, Folge Kunstschuss)
- 2005: Was für ein schöner Tag
- 2005: Tausche Kind gegen Karriere
- 2006: Schuld und Rache
- 2006: Stunde der Entscheidung
- 2007: Alma ermittelt – Tango und Tod
- 2007: Die andere Hälfte des Glücks
- 2007: Zu schön für mich
- 2007: Eine folgenschwere Affäre
- 2007: Das 100 Millionen Dollar Date
- 2007: Wiedersehen in Verona
- 2008: Die Sache mit dem Glück
- 2008: Der russische Geliebte
- 2008: Zeit zu leben
- 2008: Hinter dem Spiegel
- 2009: Ein Dorf schweigt
- 2009: Bis an die Grenze
- 2009: Ein Fall für zwei (Fernsehserie, Folge Schmerz der Liebe)
- 2009: Durch diese Nacht
- 2010: Das Geheimnis in Siebenbürgen
- 2010: Sechs Tage Angst
- 2010: Solange du schliefst
- 2010: Kommissar Stolberg (Fernsehserie, Folge Nachtgestalten)
- 2011: Mord in bester Familie
- 2012: Laim – Die Tote ohne Alibi
- 2012: Jeder Tag zählt
- 2012: Russisch Roulette
- 2012: Am Ende der Lüge (Fernsehfilm)
- seit 2012: Die Chefin (Fernsehserie)
- 2022: Der Kommissar und der See – Liebeswahn (Fernsehreihe)
- 2024: Jenseits der Spree (Fernsehserie, Folge Dunkelfeld, Crossover mit Die Chefin)
- 2025: Das gläserne Kind (Fernsehfilm)